# Ampaytapaculo
De ampaytapaculo (Scytalopus whitneyi) is een zangvogel uit de familie Rhinocryptidae (tapaculo's). De vogel werd in 2020 geldig beschreven in een uitgebreide publicatie in het Amerikaanse vaktijdschrift The Auk.

## Verspreiding en leefgebied
Deze soort komt voor op oosthellingen van de Andes in Peru op hoogten tussen de 3100 en 4500 meter boven zeeniveau.